# Amphitholina cuniculus
Amphitholina cuniculus is een vlokreeftensoort uit de familie van de Ampithoidae. De wetenschappelijke naam van de soort is voor het eerst geldig gepubliceerd in 1874 door Stebbing.